# Ясен звичайний (втрачена)
Ботанічна пам'ятка природи місцевого значення «Ясен звичайний» (втрачена) була створена рішенням виконавчого комітету Закарпатської обласної ради депутатів трудящих від 18.11.1969 р. № 414 "Про організацію фауно-флористичних заказників та взяття під охорону пам'яток природи на території Закарпатської області" та рішенням виконавчого комітету  Закарпатської обласної ради народних депутатів від 23.10.1984 р. № 253 "Про мережу об'єктів природно-заповідного фонду" (Перечинський район, с. Тур'ї Ремети). 
Площа 6 га. 
Рішенням Закарпатської обласної ради від 26 грудня 2003 року № 326 "Про впорядкування переліку об'єктів природно-заповідного фонду місцевого значення" об'єкт було скасовано .